# Московская сага
«Московская сага» — трилогия Василия Аксёнова. Составлена из романов «Поколение зимы», «Война и тюрьма», «Тюрьма и мир».
Действие семейной хроники охватывает годы с начала 1920-х до начала 1950-х. Главные герои — три поколения семьи Градовых, проживающих в это время.
В 2004 году по мотивам трилогии снят одноимённый телесериал.

## Персонажи
Старшие Градовы:
- Градов, Борис (III) Никитич — хирург
- Градова (Гудиашвили), Мэри Вахтанговна — его жена
- Гудиашвили, Галактион Вахтангович — аптекарь в Тифлисе, брат Мэри Вахтанговны
- Ламадзе, Нугзар — работник ОГПУ, племянник Галактиона

Старшая ветвь:
- Градов, Никита Борисович — военный, в будущем — Маршал Советского Союза
- Градова, Вероника Александровна — жена Никиты
- Градов, Борис (IV) Никитич — старший сын, чемпион по мотогонкам
- Стрепетова (Градова), Майя — девушка, затем жена Бориса IV
- Градова, Вера Никитична — младшая дочь
- Градов, Никита Никитич — внебрачный сын маршала, взят на воспитание Борисом IV

Средняя ветвь:
- Градов, Кирилл Борисович
- Розенблюм, Цецилия Наумовна — жена Кирилла, работник по политпросвещению
- Сапунов, Дмитрий (Митя) — приемный сын

Младшая (Китайгородские) ветвь:
- Савва Китайгородский — хирург, помощник Бориса III
- Китайгородская (Градова), Нина Борисовна — поэт, переводчик
- Китайгородская, Елена (Ёлка) Саввична

Домашние:
- Агаша — служанка в доме Градовых
- Пифагор — первая собака
- Архимед — вторая собака

Второстепенные персонажи:
- Тоунсенд Рестон — журналист «Чикаго Трибьюн»
- Вадим Вуйнович — друг Никиты Градова
- Семён Стройло — сотрудник ГБ
- Степан Калистратов — поэт, первый муж Нины Градовой
- Леонид Валентинович Пулково — физик, друг Бориса Никитовича (III) Градова
- Слабопетуховский — знакомый Градовых
- Георгий (Гоша) Круткин — друг Мити Сапунова
- Кевин Талавэр — американский полковник, второй муж Вероники Градовой
- Тася Пыжикова — походно-полевая жена Никиты Градова
- Дод Тышлер — хирург, ученик Саввы Китайгородского
- Надежда Румянцева — подруга Цецилии Розенблюм
- Сандро Певзнер — художник, гражданский муж Нины Градовой
- Вера Горда — певица, любовница Бориса IV
- Людмила (Люда) Сорокина — любовница Лаврентия Берии
- Александр Шереметьев — друг Бориса IV
- Отар Табуладзе — племянник Галактиона Гудиашвили

В роли второстепенных и эпизодических персонажей выступает множество реальных исторических лиц:
- Михаил Фрунзе
- Иосиф Сталин
- Осип Мандельштам
- Михаил Булгаков
- Лаврентий Берия
- Любовь Орлова
- Василий Блюхер
- Василий Сталин
- Борис Пастернак
- Илья Эренбург
- Мстислав Ростропович
- Генрих Нейгауз
- Станислав Нейгауз
- Всеволод Мейерхольд

Биография самого Василия Аксёнова отражена в судьбе второстепенного персонажа, студента Васи. Кроме того, в тексте упоминается Евгения Гинзбург — мать Василия Аксёнова, автор книги «Крутой маршрут».

## Издания
- Аксёнов В. Московская сага к. 1 Поколение зимы. — Изографус. — ISBN 5-94661-100-3.
- Аксёнов В. Московская сага к. 2 Война и тюрьма. — Изографус. — ISBN 5-94661-101-1.
- Аксёнов В. Московская сага к. 3 Тюрьма и мир. — Изографус. — ISBN 5-94661-102-X.